# In Flames E.P.
In Flames E.P. – minialbum niemieckiej artystki Hanin Elias, wydany w 1999 roku przez Digital Hardcore Recordings. Został wyprodukowany przez Hanin Elias i Aleca Empire. Wszystkie utwory pojawiły się na wydanej w tym samym roku kompilacji In Flames (1995-1999).

## Lista utworów
1. "In Flames" - 3:26
2. "Outback" - 5:13
3. "Sirens" - 2:19

## In Flames - Remix EP
Wydany w 2000 roku przez Digital Hardcore Recordings remix-minialbum.
1. "In Flames" - 3:26
2. "Girl Serial Killer" (The Dear Hanin Remix) (remix autorstwa Kathleen Hanna i Johanna Fateman) - 3:51
3. "Slaves" (Nic Endo Mix) - 3:49
4. "In Flames" (Christoph de Babalon Mix) - 4:12
5. "In Flames" (Audiowhore Mix) - 4:53
6. "Girl Serial Killer" (874 Mix) - 1:40
7. "In Flames" (teledysk) - 3:59